# 马丁·佩尔
马丁·路易斯·佩尔（英語：Martin Lewis Perl，1927年6月24日—2014年9月30日），美国物理学家，1995年因发现τ子而获诺贝尔物理学奖。